# Gare de l'avenue du Président-Kennedy
La gare de l'avenue du Président-Kennedy - Maison de Radio-France est une gare ferroviaire française de la ligne C du réseau express régional d'Île-de-France ; elle est située dans le 16e arrondissement de Paris.

## Situation ferroviaire
Cette gare est située au point kilométrique 3,062 de la ligne d'Ermont - Eaubonne à Champ-de-Mars (VMI). Son altitude est de 37 m.

## Histoire

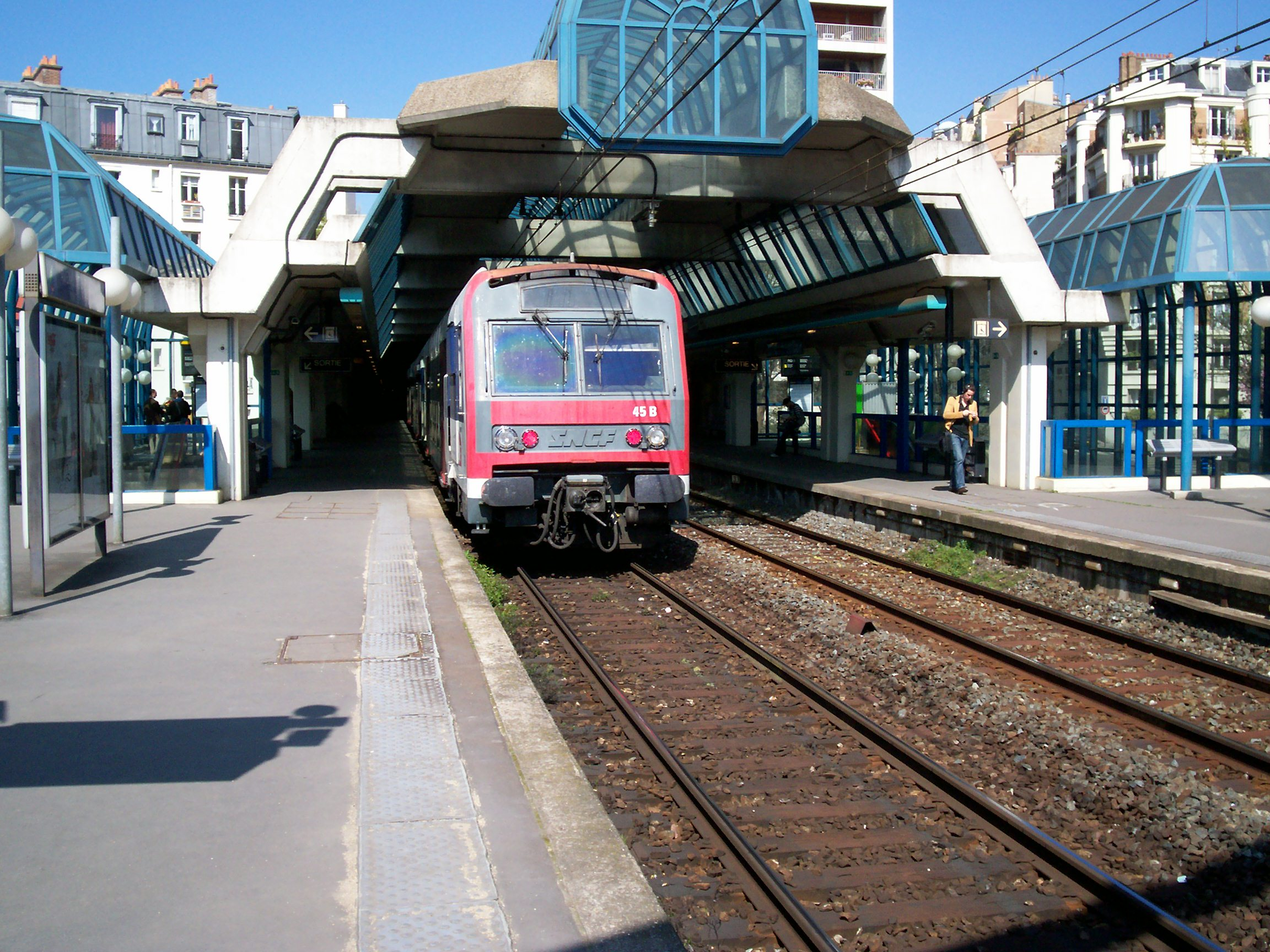
Une Z 8800 quittant la gare et se dirigeant vers Boulainvilliers.

Située sur l'ancien raccordement de Boulainvilliers, elle était desservie à l'origine par des trains qui joignaient la gare Saint-Lazare à la gare du Champ de Mars. Elle est ouverte en 1904, après l'inauguration de la ligne, en 1900 et était dénommé Halte du quai de Passy. Après sa fermeture en 1924, elle sert de bureau de ville pour l'enregistrement des bagages puis est louée, jusqu'en 1986, à une association amicale portugaise. Les voûtes étaient carrelées comme dans une station de métro. Elle subit les effets de la crue de la Seine de 1910.
Elle rejoint la ligne d'Ermont - Eaubonne à Champ-de-Mars du RER C, mise en service en 1988.
En 2022, selon les estimations de la SNCF, la fréquentation annuelle de la gare est de 1 464 648 voyageurs.

## Service des voyageurs

### Desserte
En 2025, elle est desservie par les trains de la ligne C du RER parcourant la branche C1.

### Correspondances
La gare est desservie par les lignes 70 et 72 du réseau de bus RATP et, la nuit, par les lignes N12 et N61 du réseau de bus Noctilien.

## À proximité
- Avenue du Président-Kennedy
- Maison de la Radio et de la Musique